# Rhinocypha aurofulgens
Rhinocypha aurofulgens – gatunek ważki z rodziny Chlorocyphidae.